# Ljudmila Georgijevna Zikina
Ljudmila Georgijevna Zikina (oroszul: Людми́ла Гео́ргиевна Зы́кина; Moszkva 1929. június 10. – Moszkva 2009. július 1.) orosz népdalénekes.

## Pályafutása
Ljudmila Zikina előadói pályafutása 1947-ben kezdődött, amikor részt vett egy fiatal előadóknak rendezett országos versenyen majd tagja lett a Pjatnyickij Kórusnak.
1957-ben díjat nyert a moszkvai Világifjúsági Találkozó alkalmából rendezett össz-szövetségi esztrád versenyen.
1960-ban kezdett el szólót énekelni a Moszkoncert előadásain. Már népszerű énekesnek számított, amikor beiratkozott az Ippolitov-Ivanov Zenepedagógia Intézetbe, ahol 1969-ben fejezte be tanulmányait. Ezt követően a moszkvai Gnyeszin Intézetben tanult tovább és 1977-ben diplomázott.
1969—ben az Oszipov Balalajka Együttessel turnézott az Amerikai Egyesült Államokban.
1970-ben megkapta a szovjet állam legrangosabb kitüntetését, a Lenin-díjat.
1977-ben az ő kezdeményezésére alakult meg a  Rosszija (Россия) Együttes, ami ma az ő nevét viseli.
1989-ben docensi kinevezést kapott. Tanított a moszkvai Állami Kulturális és Művészeti Egyetemen.
2009. júniusában szívinfarktust kapott és néhány nappal később elhunyt. A moszkvai Csajkovszkij-teremben tartott gyászünnepséget követően a Novogyevicsi temetőben helyezték örök nyugalomra.
Ljudmila Zikina rendkívül népszerű volt szülőföldjén, elmondása szerint hatszor járta be a Szovjetuniót.

## Előadói stílus
Ljudmila Zikina külföldön kevésbé volt ismert, viszont nagyon fontos szerepet töltött be hazája zenei életében, sokak számára ő képviselte az „orosz hangot”.  Erőteljes mezzoszoprán hangja volt. Ő volt a szovjet stílusú népdaléneklés szimbóluma. Dalait hagyományos énekmóddal, de ugyanakkor operai stílusban, nagyzenekari kísérettel adta elő. Repertoárját főleg népdalok, románcok és romantikus dalok alkották, melyek témája gyakran a hazaszeretet és a szülőföld szépsége. Népszerűsége a Szovjetunió összeomlása után is töretlen maradt.
Életében több mint 6 millió példányban jelentek meg hanglemezei, rendszeresen szerepelt a szovjet ill. az orosz televízió műsoraiban.
Rogyion Scsedrin kifejezetten az ő hangjára komponálta  Andrej Voznyeszenszkij verseire írt Opus 39. Poetoria című versenyművét, továbbá az ősbemutatón Zikina énekelte a Lenin-centenáriumra írt Opus 44. oratórium egyik szólamát is.
Énekelt filmdalokat is, köztük Tyihon Hrennyikov szerzeményeit.

## Díjak és kitüntetések
Ljudmila Zikina élete során nagyon sok állami kitüntetést és díjat kapott. Ezek közül néhány fontosabb:
- A Szocialista Munka Hőse és ezzel együtt a Lenin-rend (1987. szeptember 4.);
- Szent András-rend (2004. június 12.);
- A Haza Szolgálatáért Érdemérem (За заслуги перед Отечеством);
- Lenin-rend (1979. június 8.);
- A Szovjetunió Népművésze;
- Az Oroszországi SzSzK Népművésze;
- Lenin-díj (1970);
- Állami Glinka-díj (1983).

## Emlékezete
- 2012. július 1-én, halálának évfordulóján felavatták emlékművét a Novogyevicsi temetőben.[12][13]
- Róla nevezték el a 4879 Zykina kisbolygót, amelyet Ljudmila Ivanovna Csernih fedezett fel.
- A moszkvai Kreml Gyémántgyűjteményében Ludmilla Zikina nevét viseli egy 55,02 karátos gyémánt.[14]

## Filmszerepek
- Когда песня не кончается... - Zenés film (1964)[15][16]
- 10 песен о Москве - Zenés film (1997)[17][18]
- Помню, люблю... 5 - Dokumentumfilm sorozat(2000)[19][20]